# پیامبران (خمیر)
 پیامبران  روستای کو چکی از توابع بخش رویدر شهرستان خمیر استان هرمزگان ایران است.
در جنوب نیکان واقع شده‌است.

## جمعیت
جمعیتش  ۴۰ نفر (۱۵ خانوار)  است که از اهل سنت و از شاخه شافعی هستند یعنی از پیروان امام محمد ادریس شافعی هستند.
دارای مسجد، دبستان، آب‌انبار «برکه» وچشمه ای دارد که حدود ۱۰۰ بته نخل را آبیاری  می‌کند.

## کشاورزی
در حدود ۵۰ من زمین  زیر کشت دیم دارد که در مواسم باران کشت وکار می‌کنند، و در زمینهایش جو و گندم می‌کارند.
پیشه مردم این روستاها کشاورزی و دامداری است.

## محدودهٔ پیامبران
از شمال روئیدر
، از جنوب رودخانه، از مغرب   گوین، و از سمت مشرق به تنگ گچ محدود می‌گردد.